# Яшкуль (река)

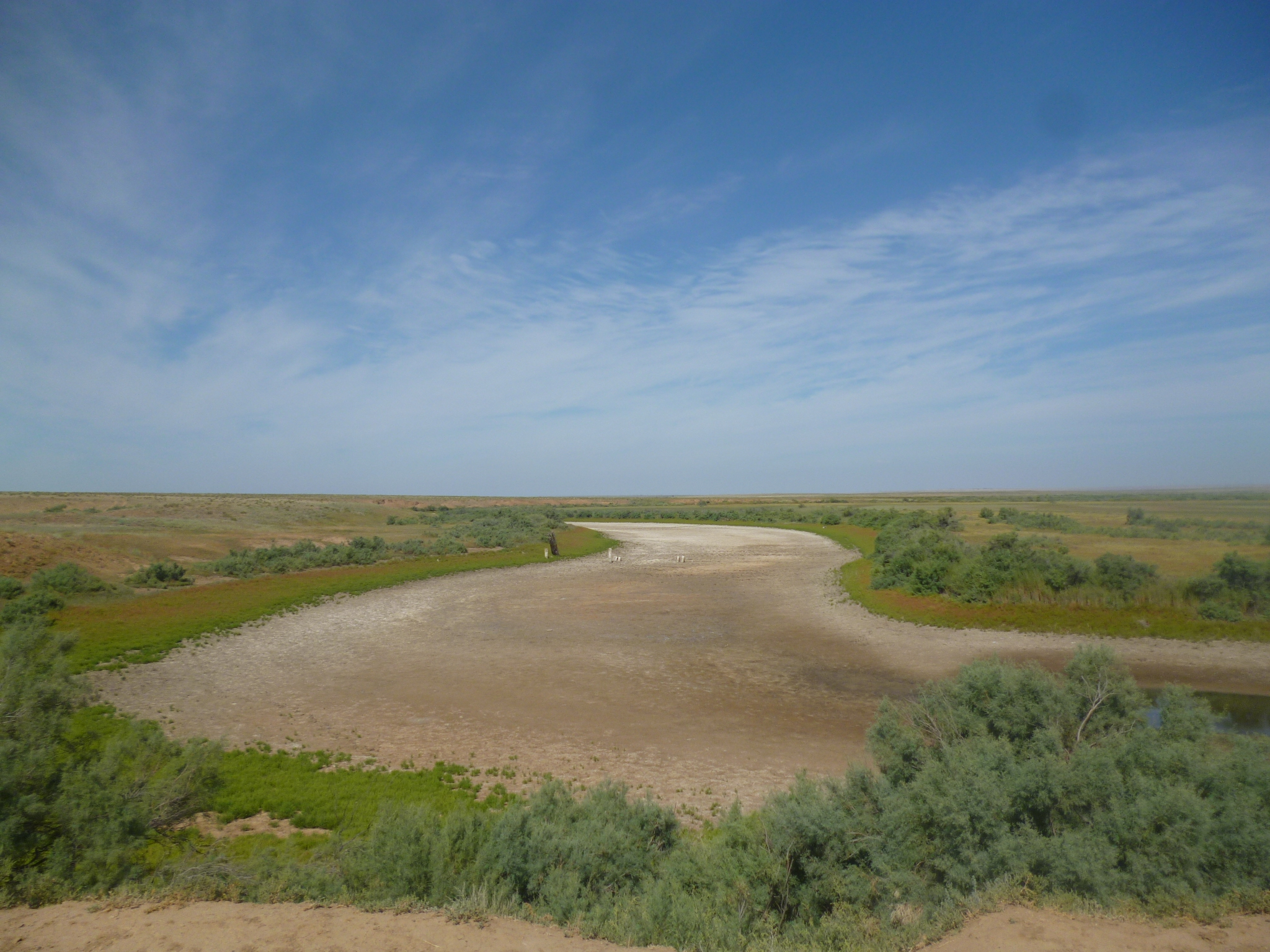
Река Яшкуль летом — пересохший участок

Я́шкуль (калм. Яшкл) — река в Целинном и Яшкульском районах Калмыкии. Берёт начало в центральных Ергенях и течёт на юго-восток-восток, впадает в озеро Деед-Хулсун. Длина — 178 км. Относится к Западно-Каспийскому бассейновому округу.

## Название
Согласно общепринятой версии название реки имеет тюркское происхождение и может быть переведено как «молодое озеро» (вероятно, так называлось озеро, в которое впадала река Яшкуль), от которого произошло название всей балки. Также существует версия, что название реки от калмыцкого имени Яшкул калм. Яшкл. В период депортации калмыков река обозначалась под названием Камышевая.

## Физико-географическая характеристика
Река Яшкуль берёт начало в пределах Ергенинской возвышенности в балке Яшкуль (абсолютные высоты — 100—140 метров над уровнем моря), выше посёлка Тарата. Вплоть до пересечения с федеральной автодорогой Элиста — Волгоград М6 река Яшкуль представляет собой небольшой пересыхающий летом ручей. Ниже подпитываясь грунтовыми водами и вбирая в себя водотоки балок Малыш и Аргамдже и других притоков Яшкуль становится полноценной рекой. В среднем течении на участке от посёлка Ики-Чонос до посёлка Улан-Эрге река Яшкуль, как правило, не пересыхает, ширина реки достигает 33 м, глубина 1,5 м. Ниже посёлка Улан-Эрге сток реки вновь становится сезонным.
Высота истока — около 120 м над уровнем моря. Высота устья — −7,4 м над уровнем моря.
Согласно данным государственного водного реестра река Яшкуль впадает в ильмень Дед-Хулсун (сейчас — озеро Деед-Хулсун). Однако согласно картам 1930-х годов река Яшкуль впадала в ильмень Дорт-Хулсун, расположенный к северо-западу от посёлка Яшкуль (на картах обозначено как озеро Яшкуль).

### Бассейн
Площадь водосборного бассейна — 2080 км², из них около четверти (572 км²) приходится на бассейн реки Элиста, являющейся крупнейшим притоком Яшкуля. Бассейн реки Яшкуль асимметричен. Слева Яшкуль принимает лишь водотоки балок Малыш и Аргамдже. Все остальные сравнительно крупные притоки впадают в реку справа. Практически весь бассейн Яшкуля расположен на территории Калмыкии, небольшая часть расположена на территории Ростовской области.
- Яшкуль
  - б. Тарата (правая составляющая[15])
  - б. Хурын-Сала — (п)[15]

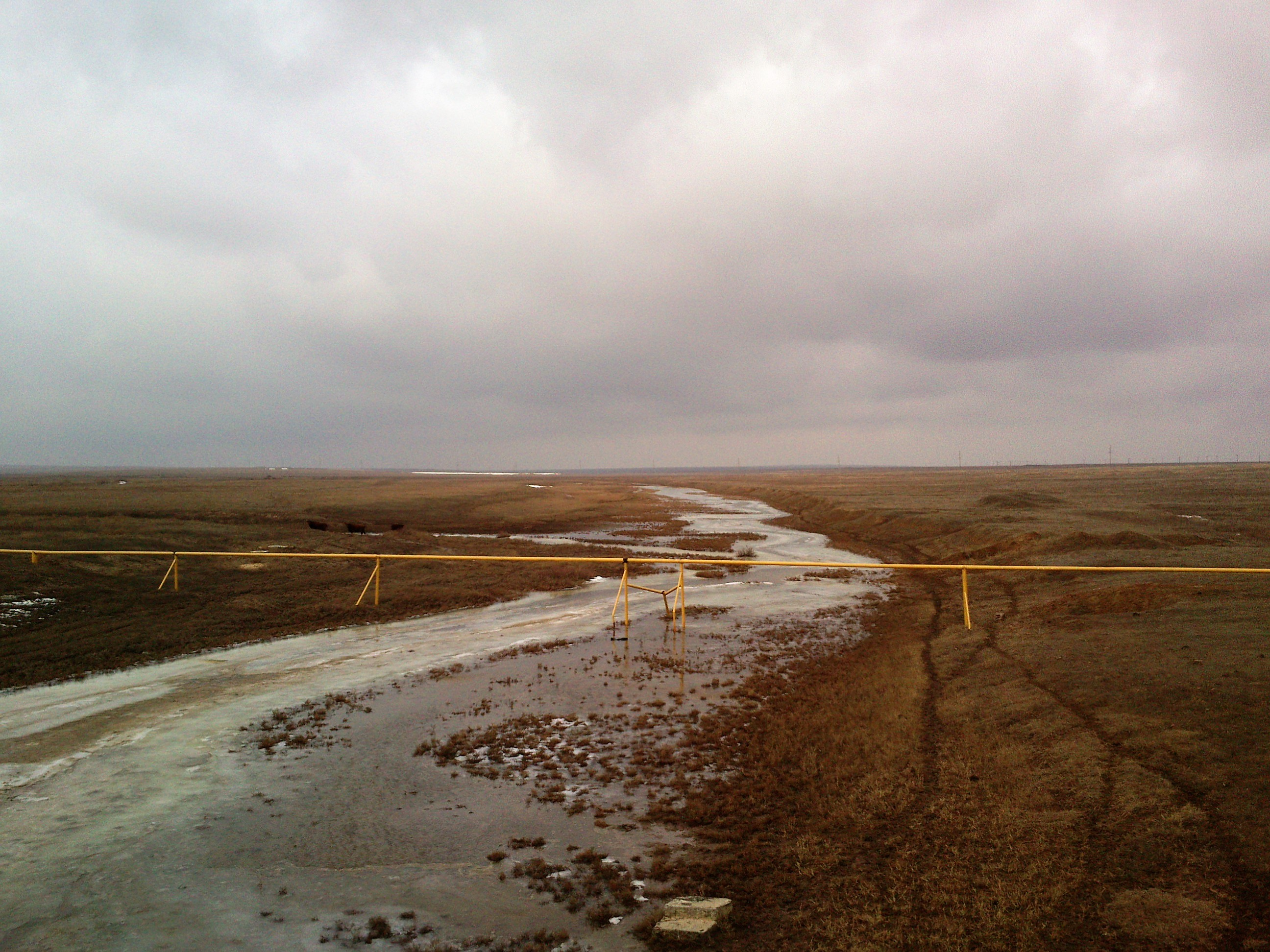
Река Яшкуль (слева — устье реки Булгун)

  - б. Аргамдже — (левая составляющая)[15]
  - б. Малыш — (л)[15]
  - б. Долан-Булук — (л)[16]
  - р. Булгун — (п)[15]
  - р. Хулсун-Булук — (п) — 113 км от устья[4]
  - б. Бользюр — (п)[15]
  - б. Куприянка — (п)[16]
  - б. Онка — (п)[15]
  - б. Тюмень-Сала — (п)[16]
  - р. Элиста — (п)[15] — 53 км от устья[4]

Ниже впадения реки Элиста Яшкуль естественные притоки отсутствуют. В поливной период нижний участок реки Яшкуль (ниже пересечения с Гашунским каналом) подпитывается дренажно-сбросными водами орошаемых участков.

### Климат и гидрология
Как и у других рек бессточной области Западно-Каспийского бассейна, основная роль в формировании стока реки Яшкуль принадлежит осадкам, выпадающим в холодную часть года. Вследствие значительного испарения в весенне-летний период роль дождевого питания невелика.
Количество атмосферных осадков, выпадающих в бассейне реки Яшкуль, невелико и уменьшается в направлении с запада на восток. Если в районе посёлка Тарата, расположенного в верховьях реки Яшкуль, среднегодовое количество атмосферных осадков составляет 340 мм, то в посёлке Эрмели, расположенном в низовьях реки, среднегодовое количество атмосферных осадков уменьшается до 276 мм. Континентальность климата также нарастает с запада на восток, тип климата (согласно классификация климатов Кёппена) изменяется от относительно влажного континентального климата на западе бассейна до полупустынного на востоке.
Более подробная информация о средних температурах воздуха и количестве атмосферных осадков приведена в климатограммах.
| Климатограмма Тараты                            | Климатограмма Тараты | Климатограмма Тараты | Климатограмма Тараты | Климатограмма Тараты | Климатограмма Тараты | Климатограмма Тараты | Климатограмма Тараты | Климатограмма Тараты | Климатограмма Тараты | Климатограмма Тараты | Климатограмма Тараты |
| ----------------------------------------------- | -------------------- | -------------------- | -------------------- | -------------------- | -------------------- | -------------------- | -------------------- | -------------------- | -------------------- | -------------------- | -------------------- |
| Я                                               | Ф                    | М                    | А                    | М                    | И                    | И                    | А                    | С                    | О                    | Н                    | Д                    |
| 27 −3 −8                                        | 19 −2 −9             | 19 4 −3              | 23 16 5              | 35 24 11             | 46 28 16             | 35 31 18             | 31 30 17             | 24 23 11             | 23 14 5              | 28 6 0               | 30 1 −5              |
| Температура в °C • Сумма осадков в мм Источник: |                      |                      |                      |                      |                      |                      |                      |                      |                      |                      |                      |

| Климатограмма Эрмели                            | Климатограмма Эрмели | Климатограмма Эрмели | Климатограмма Эрмели | Климатограмма Эрмели | Климатограмма Эрмели | Климатограмма Эрмели | Климатограмма Эрмели | Климатограмма Эрмели | Климатограмма Эрмели | Климатограмма Эрмели | Климатограмма Эрмели |
| ----------------------------------------------- | -------------------- | -------------------- | -------------------- | -------------------- | -------------------- | -------------------- | -------------------- | -------------------- | -------------------- | -------------------- | -------------------- |
| Я                                               | Ф                    | М                    | А                    | М                    | И                    | И                    | А                    | С                    | О                    | Н                    | Д                    |
| 19 −2 −8                                        | 14 −1 −8             | 16 5 −3              | 16 17 5              | 32 24 12             | 33 29 17             | 29 32 19             | 28 30 18             | 26 24 12             | 18 15 5              | 23 6 0               | 22 1 −4              |
| Температура в °C • Сумма осадков в мм Источник: |                      |                      |                      |                      |                      |                      |                      |                      |                      |                      |                      |

Среднемноголетний расход воды реки Яшкуль в створе Улан-Эрге составляет всего 0,32 м³/с. Максимальный сток приходится на период весеннего половодья в марте (в отдельные годы до 68 % годового стока). Максимальные расходы дождевых паводков не превышают 25-30 % от максимальных расходов весеннего половодья. Многолетний объём годового стока — 10,05 млн м³.

### Мосты

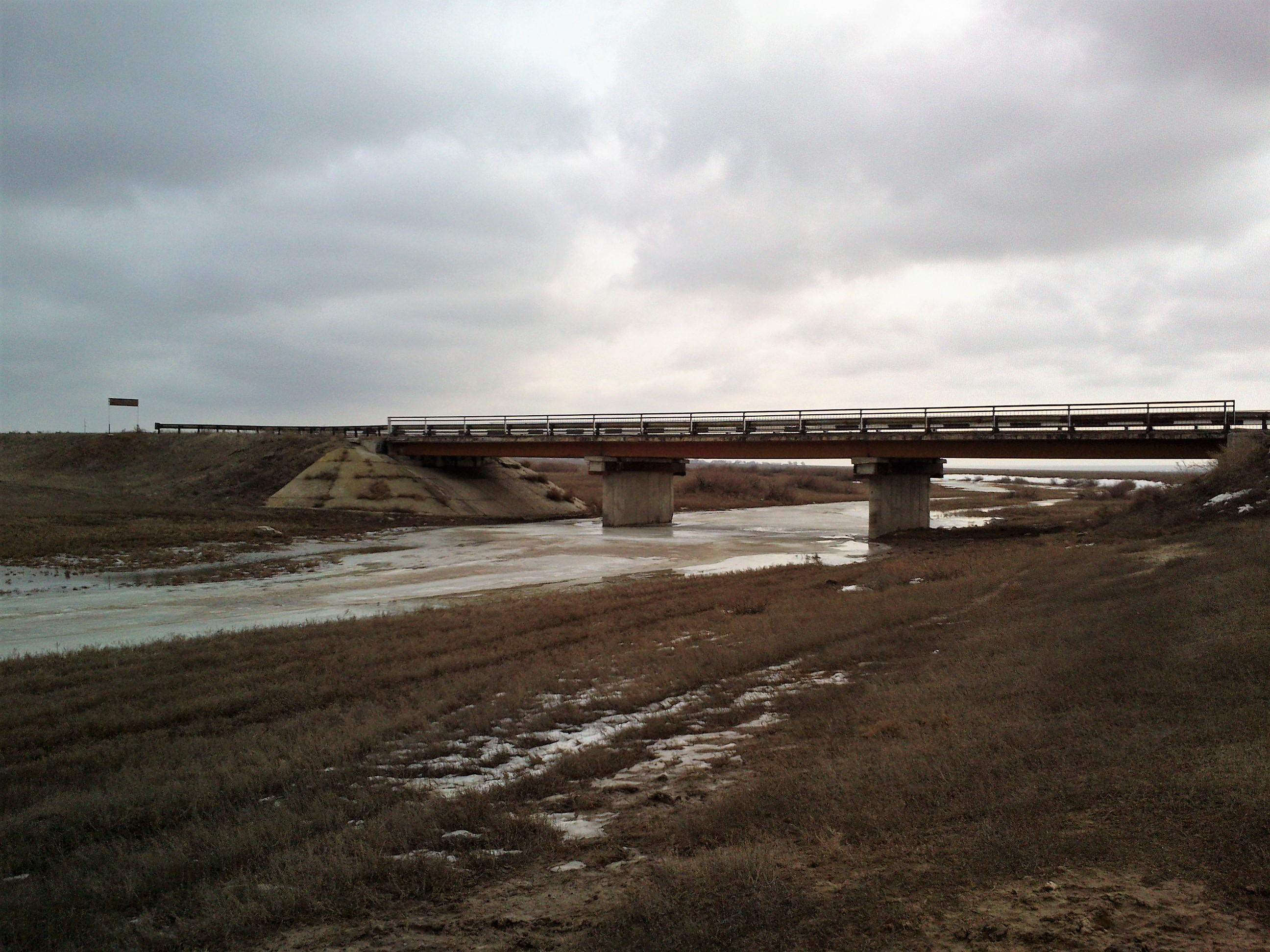
Мост через реку Яшкуль (автодорога Троицкое — Ики-Чонос)

Существует несколько автомобильных мостов через реку Яшкуль. Начиная от озера Деед-Хулсун вверх по течению, на реке расположен мост при подъезде к посёлку Эрмели, выше по течению находится мост у посёлка Улан Эрге на автодороге Чилгир — Улан Эрге (длина моста 73 м, высота 7 м и грузоподъёмность 20 т), ещё выше расположен мост на автомобильной дороге Троицкое — Ики-Чонос (длина моста 45 м, высота 7 м и грузоподъёмность 60 т). Следующим является мост на федеральной автодороге Элиста — Волгоград М6 (длина моста 48 м, высота 10 м и грузоподъёмность 50 т). Выше расположен ещё один мост при подъезде к Верхнеяшкульской санаторной школе. Все мосты являются двухполосными.

## Хозяйственное использование
В бассейне реки Яшкуль расположено Троицкое месторождение подземных вод (запасы составляют 25,9 тыс. м³/сут.). Воды месторождения используются для водоснабжения ряда населённых пунктов, в том числе столицы Калмыкии города Элисты. Забор воды производится с Верхнеяшкульского (эксплуатируется с 1964 года) и Троицкого водозаборов. Основной приток реки Яшкуль река Элиста используется для сброса канализационных вод города Элисты, поступающих после биологической очистки на очистных сооружениях.
По степени минерализации вода реки оценивается как сильно солоноватая. По степени загрязнения вода оценивается как грязная, не пригодная для хозяйственно-питьевого, бытового и рекреационного использования. Использования в промышленных целях затруднительно.

## Экологическая ситуация
По данным доклада об экологической ситуации в Республике Калмыкия в 2011 году вода реки Яшкуль в устьевом створе не отвечает нормативным требованиям. В пробах присутствуют: до 2,37 ПДК солей по сухому остатку, 8,49 ПДК сульфатов, 2,16 ПДК хлоридов, 1,8 ПДК железа, 1,51 ПДК марганца, 1,9 ПДК нефтепродуктов, 2,8 ПДК магния. Вода в устьевом створе относится к 5 классу — грязная.
В верхнем течении река практически полностью пересыхает, в районе автодороги Волгоград-Элиста русло реки заросло луговыми травами. Снижение уровня воды в реке связано с общим снижением уровня грунтовых вод в её верхнем течении. В результате работы двух очередей Верхнеяшкульского водозабора сформировалась общая депрессионая поверхность размером примерно 4 км × 10 км с площадью снижения уровня подземных вод под воздействием водоотбора примерно около 40 км.